# Mühle Wippingen

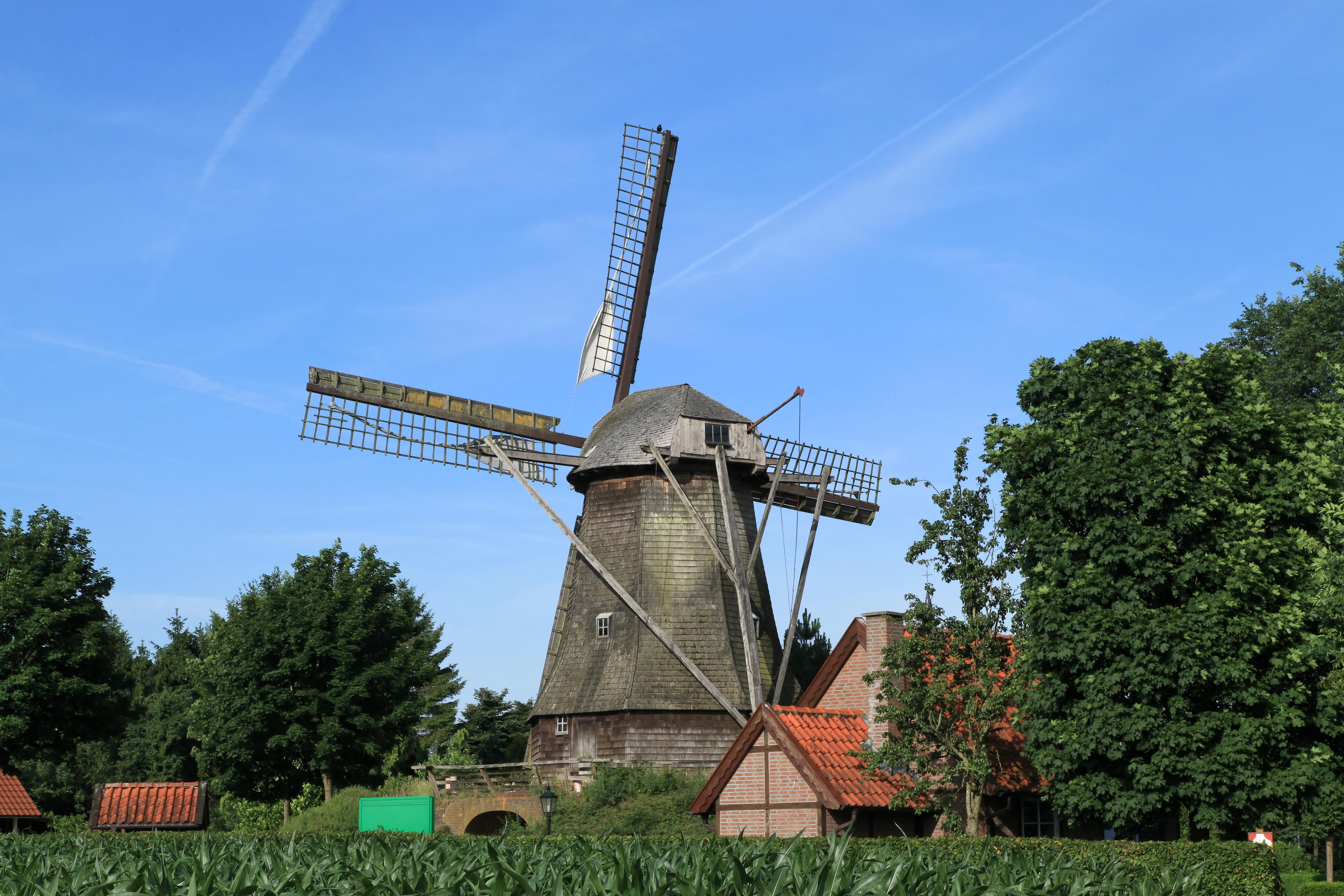
Mühle Wippingen

Die Mühle Wippingen ist eine Kappenwindmühle im nördlichen Emsland in Niedersachsen. Sie steht östlich der Bundesstraße 70 in Wippingen.

## Technik
Bei der Wippinger Mühle handelt es sich um einen Durchfahrtsholländer. Diese Variante des Erdholländers ermöglicht die Ein- und Ausfahrt in den Erdwall, auf dem die Mühle steht. In der Mitte des Walls kann über eine Klappe das Mahlgut mit Hilfe eines Sackaufzuges vom Fuhrwerk ab- und aufgeladen werden. Die Flügel lassen sich zur besseren Windnutzung mit Segeln bespannen. Mithilfe eines Krühwerkes wird die drehbare Kappe in den Wind gestellt. Die Mühle verfügt über zwei Mahlgänge, einen Peldegang und einen Sackaufzug.

## Geschichte

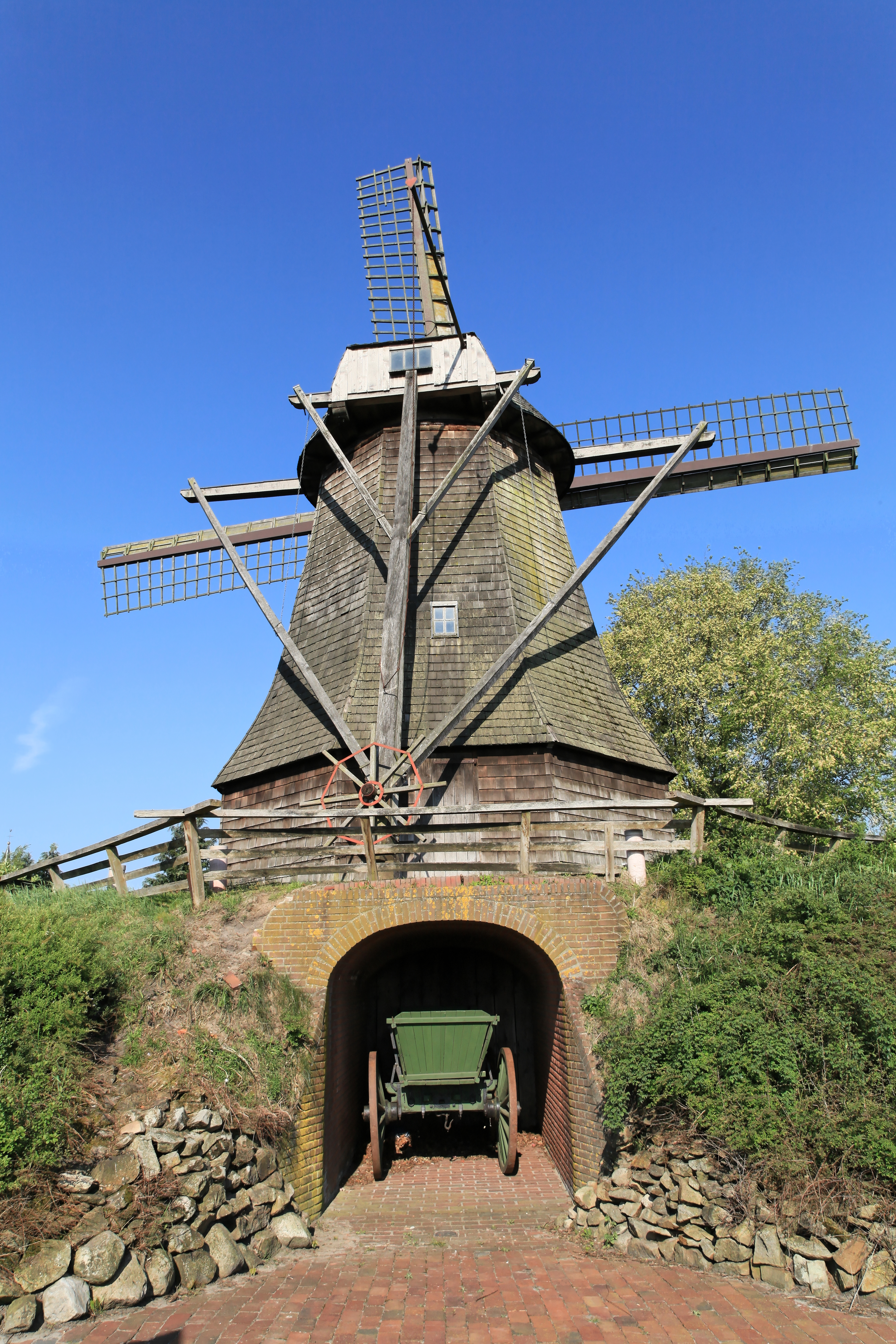
Heckansicht mit Steert, Krühwerk und Durchfahrt

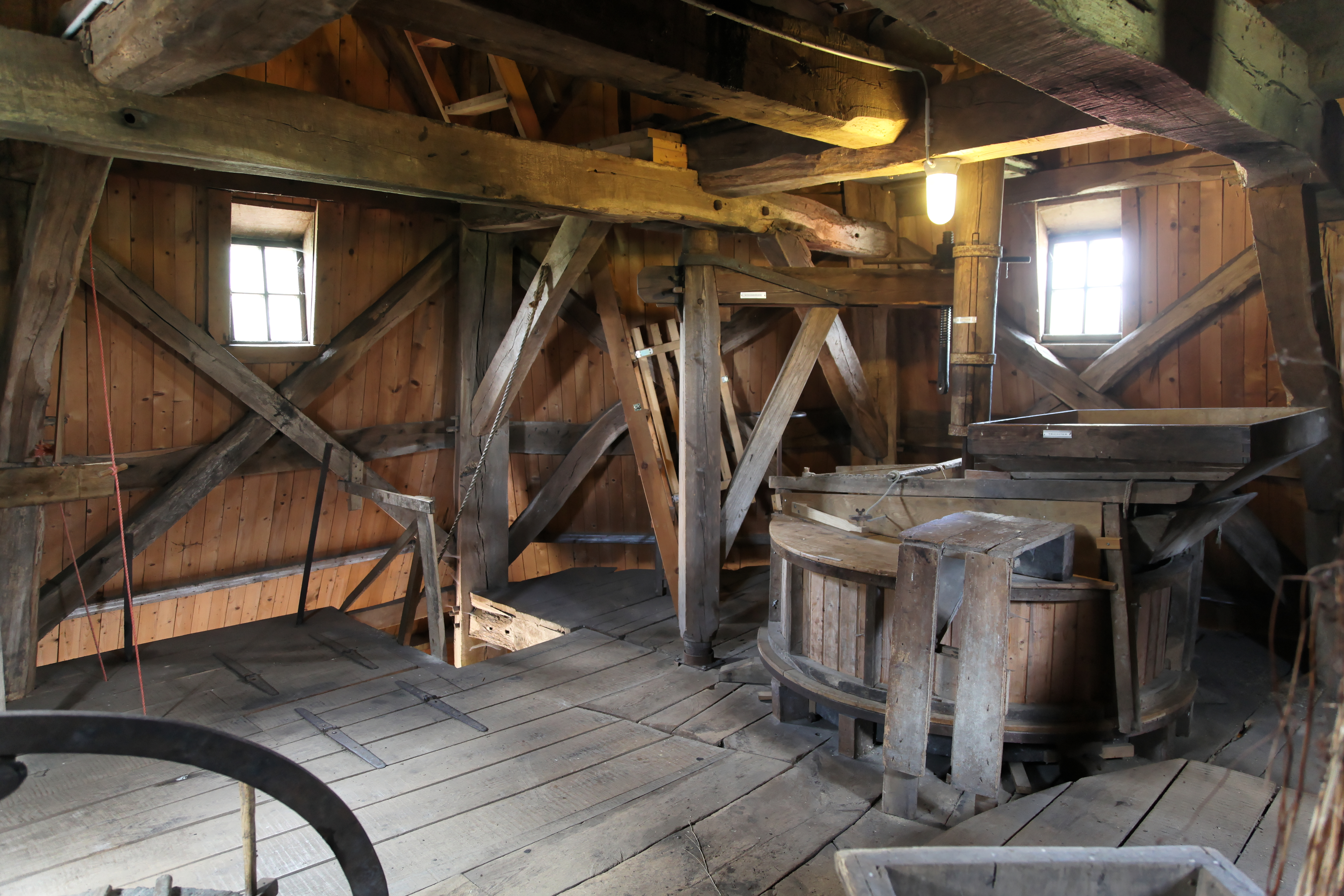
Innenansicht der Mühle

In den Jahren 1860 bis 1862 wurde der Bau der Mühle von einer Interessengemeinschaft vorwiegend aus Landwirten, aber auch Imkern, Witwen und Wirten bestehend, in Auftrag gegeben. Diese stammten aus den Ortsteilen Steinbilder-Wippingen und Sögeler-Wippingen. Jeder Mühleninteressent erwarb einen Anteil der in 200 Stücke unterteilten Bausumme. Nach der anfänglichen Verpachtung der Mühle wurde sie im Jahre 1913 an den  Pächter Heinrich Schulte für 18.000 Mark verkauft.
Im Jahre 1924 wurden bei einem Blitzeinschlag die Flügel und die Flügelachse zerstört. Der letzten Neueindeckung der Kappe im Jahre 1932 folgte die Außerbetriebnahme der Mühle im Jahre 1937 aufgrund mangelnder Rentabilität.

## Restaurierungen
Neben den bei Mühlen üblichen Erneuerungen aufgrund des Verschleißes wurden 1921 neue lange Schoren eingebaut. 1922 erhielt das Mühlrad neue Kämme. 1932 wurde die Kappeneindeckung erneuert. Nach der Außerbetriebnahme der Mühle 1937 kam es zu drei größeren Restaurierungen. Dabei erfolgte zwischen 1978 und 1981 nach dem Erwerb der Mühle von der Familie Walter Rosen eine komplette Restaurierung der Mühle durch die Gemeinde. In den Jahren 2010  und 2011 war eine weitere Restaurierung notwendig, weil äußere Teile drohten herabzufallen und die Technik verschlissen war. Bei einer Restaurierung in den Jahren 2020 und 2021 wurden der marode Wetterbalken, das Krührad, das Geländer auf dem Wall und der Sackaufzug erneuert.